# جورجيت إليزباورندورف
جورجيت إليز باوردورف ولدت في 6 مايو 1924 وتوفيت في 12 أكتوبر 1944. كانت شخصيه مجتمعيه ووريثة نفط ثرية، خُنقت في منزلها في غرب هوليوود بولاية كاليفورنيا - أمريكا. وما زال قتلها دون حل!.

## حياتها
ولدت في مدينة نيويورك، وكانت أصغر بنات رجل النفط جورج فريدريك باويردورف. كانت لديها أخت أكبر، كونستانس (تعرف باسم كونى). تعلمت باورندوف بنات في مدينة نيويورك.
انتقلت العائلة إلى لوس أنجلوس بعد وفاة والدتها في عام 1935 و التحقت بمدرسة مارلبورو ومدرسة وست ليك للبنات. أرادت باورندورف أن تكون ممثلة وانتقلت إلى هوليوود في أغسطس 1944. وسكنت في مساكن البلاسيو غرب هوليوود، وحصلت على وظيفة كمضيفة مبتدئه في هوليوود كانتين.
وفي اليوم الذي سبق وفاتها، قامت باورندورف بتحويل شيك بمبلغ 175 دولارًا لشراء تذكرة طيران في إل باسو بولاية تكساس مقابل 90 دولارًا. وأخبرت لأصدقائها إنها كانت علي موعد مع صديقها الجندي. وفي 11 أكتوبر ،تم الوصول إلى الجندي جيروم إم. براون - مدرب مدفعية مضادة للطائرات من شيكاغو- من قبل سلطات فورت بليس حيث كان سيزورها قبل أن تقتل. أخبر براون مسؤولي الجيش أنه التقى باويردورف في هوليود كانتين ليلة 13 يونيو. وغادر كاليفورنيا إلي إل باسو بعد بضعة أيام من لقائهما. وقال المتدرب هو تلقّى ستة خطابات من الوريثة.